# Actinothoe plebeia
Actinothoe plebeia is een zeeanemonensoort uit de familie Sagartiidae.
Actinothoe plebeia is voor het eerst wetenschappelijk beschreven door Haddon in 1898.